# RBK TV
RBK TV (РБК en ruso) es una cadena rusa de televisión de temática informativa y económica, propiedad del Grupo RBK.
Lanzada en septiembre de 2003, RBK TV es el primer canal de televisión de noticias en Rusia. Aunque principalmente enfocado en la información económica y financiera, también hace un seguimiento de la política nacional e internacional. Cada media hora son emitidos boletines informativos completos durante las veinticuatro horas del día.
La programación se completa con opiniones periodísticas, debates y entrevistas.
Emite vía cable en Rusia y países circundantes, así como a través de satélite  e Internet a nivel mundial 
- Datos: Q2627117
- Multimedia: RBC TV / Q2627117